# 혼쩨섬

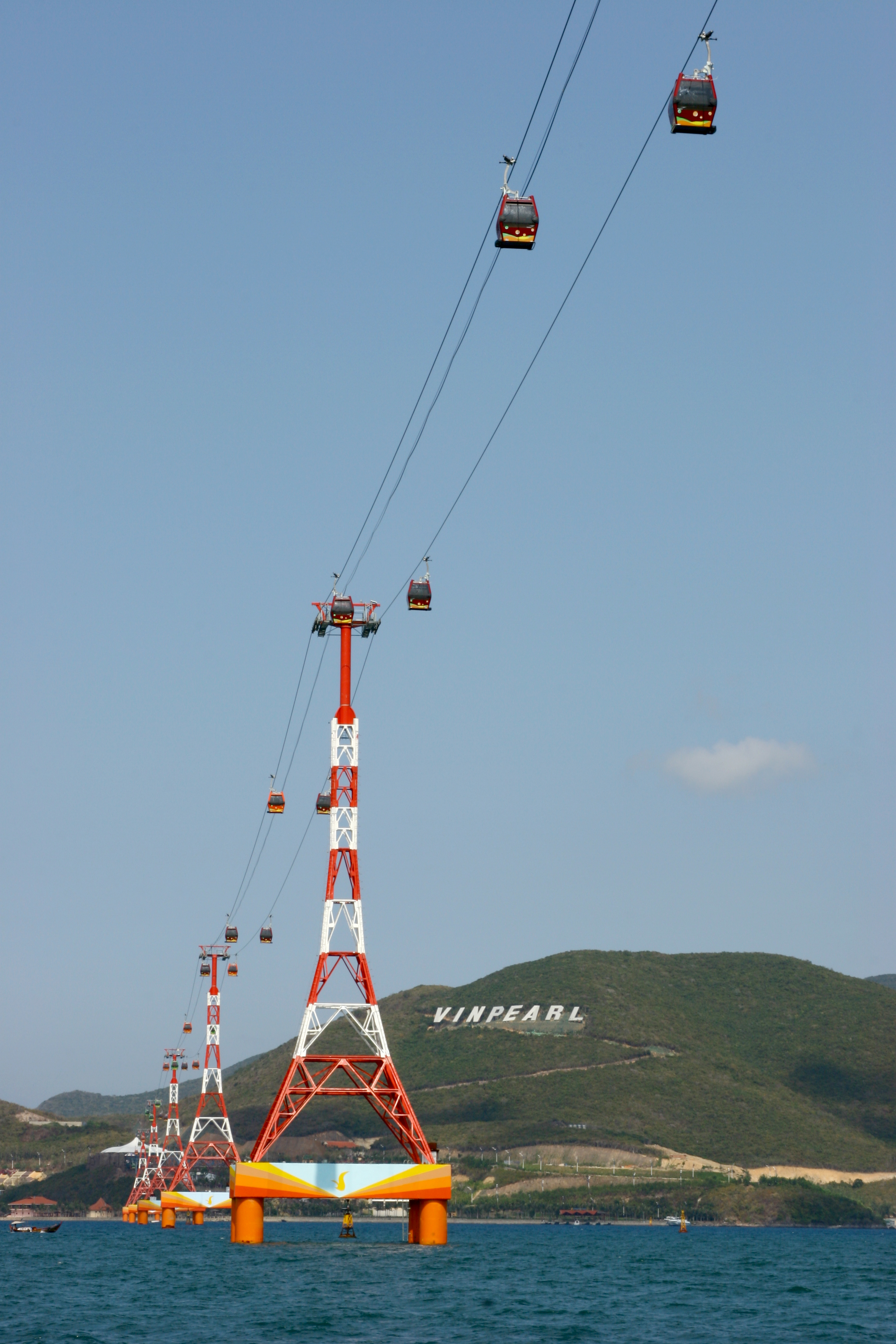
빈펄 케이블카

혼쩨섬(Hòn Tre)은 베트남 카인호아성 냐짱만의 32.5km2의 섬이다. 냐짱에서 동쪽으로 5km, 카우다항에서 3.5km 떨어져 있다. 빅담과 붕앙 두 마을에 주로 거주하며, 인구는 관광과 어업으로 주로 사는 주민 1500여 명으로 추산된다.
이 섬에는 빈펄랜드와 같은 호텔과 관광단지가 있어 많은 방문객을 끌어 모으고 있다.